# 妻たちの劇場
『妻たちの劇場』（つまたちのげきじょう）は、1990年10月1日～1993年12月24日にフジテレビ系列にて放送された帯ドラマシリーズ枠のタイトルである。放送時間は月～金曜の午前9:55 - 10:25。

## 概要
フジテレビ制作の帯ドラマとしては、かつて平日13時台に設置された『ライオン奥様劇場』の終了以来6年ぶりとなった。主婦層を対象に制作されたドラマ枠であるためか、放送作品は家庭の主婦を主人公にした内容のホームコメディ、ミステリー、ホームドラマが中心であったが、『生きて行く私』のように女性の一代記モノや、『真夏の出来事』のように夏季休暇中の子供達向けの作品も見られた。好評を博した作品はシリーズ化されたり、続編が制作される事もあった。（『泣きっ面に姑』『家族あわせ』など）
しかし、時代による主婦のライフスタイルの変化(共働きの増加などで昼間に在宅する主婦が減少)などの事情や局の編成上の都合により、1993年末をもって枠自体が終了。年が明けた1994年の1月からは、本枠の後に放送されていた『どうーなってるの?!』が35分拡大された。

## 放送作品一覧

### 1990年
- 泣きっ面に姑
- 愛・炎のごとく

### 1991年
- 生きて行く私
- 赤い殺意
- 愛・命ある限り
- 大家族時代
- 泣きっ面に姑2
- 昔みたい
- ママたちの受験戦争
- 噺家カミサン繁盛記

### 1992年
- 家族あわせ
- 白いシャツの女
- 天上の青
- 明るい家庭の作り方
- 真夏の出来事
- 面影ホテル
- 泣きっ面に姑3

### 1993年
- フラワープリンセス
- あなたにあいたくて
- 家族あわせ2
- 男なんてこんなもの
- スキャンダル
- 砂の上の家
- 霧の向こう側
- パパと呼べないの!

## 備考
- 1993年放送の『砂の上の家』は、継続中の8月10日から同月26日まで夏休みの特別編成として『ちびまる子ちゃん』が再放送されたため、放送を休止した[1]。